# رناتا پاویس
رناتا پاویس (لهستانی: Renata Pałys؛ زادهٔ ۱۲ اکتبر ۱۹۵۶) بازیگر اهل لهستان است.
از فیلم‌ها یا مجموعه‌های تلویزیونی که وی در آن‌ها نقش داشته است، می‌توان به عشق اول، در خیابان سپولنی و جهان به روایت خانواده کیپسکی اشاره نمود.